# Erin Brockovich (2000.)
Erin Brockovich (eng. Erin Brockovich) je američki biografski film iz 2000. godine kojeg je režirao Steven Soderbergh. Inspiriran je istinitom pričom o Erin Brockovich (u filmu je glumi Julia Roberts) koja je pokrenula sudsku tužbu protiv energetske korporacije Pacific Gas and Electric Company (PG&E). Film je postao veliki hit na kino blagajnama, a zaradio je i hvalospjeve filmske kritike.
Julia Roberts za portret Erin Brockovich osvojila je filmske nagrade Oscar, Zlatni globus i BAFTA-u te nagradu udruženja holivudskih glumaca, a sve u kategoriji najbolje glavne glumice. Sam film bio je nominiran za nagradu Oscar u kategorijama najboljeg filma i redatelja (Soderbergh). Na početku filma prava Erin Brockovich pojavljuje se u cameo ulozi konobarice Julije.

## Radnja
Godine 1993., Erin Brockovich (Julia Roberts) nezaposlena je samohrana majka troje djece koja je ozlijeđena u prometnoj nesreći koju je imala s doktorom i kojeg tuži. Njezin odvjetnik, Ed Masry (Albert Finney), očekuje pobjedu, ali zbog njezinog ponašanja u sudnici to se ne događa. Ubrzo Erin kaže Edu da joj zbog neočekivanog poraza mora pronaći posao kao kompenzaciju. Ed je zapošljava u svom uredu kao administratoricu te Erin ubrzo pronalazi dokumente pro-bono slučaja o nekretninama u kojima korporacija Pacific Gas and Electric (PG&E) nudi otkup kuće i zemljišta od stanovnice Donne Jensen iz gradića Hinkley (Kalifornija).
Iznenađena pronađenim medicinskim dokumentima u dosjeu, Erin odluči posjetiti Jensenicu koja joj objašnjava da je zadržala kompletnu korespondenciju s tvrtkom PG&E. Vrlo je zahvalna na pomoći korporacije: imala je već nekoliko tumora, a njezin suprug boluje od Hodgkinsove bolesti; međutim tvrtka PG&E uvijek je slala doktora o svom trošku.
Zainteresirana, Erin nastavlja s istragom slučaja i uskoro pronalazi dokaze o zagađenosti podzemne vode u gradiću Hinkley koji sadržavaju opasni heksavalentni krom iako je tvrtka PG&E cijelo vrijeme uvjeravala stanovnike Hinkleyja da oni zapravo upotrebljavaju puno sigurniji oblik kroma u svojim rashlađenim ribnjacima. Nakon što uvjeri Eda da joj odobri daljnje istraživanje, Erin uskoro pridobije većinu stanovnika na svoju stranu. Pronalazi mnoge druge slučajeve u kojima su stanovnici Hinkleyja oboljeli od tumora ili drugih opasnih bolesti. Sve njih liječili su doktori tvrtke PG&E.
Uskoro joj sam od sebe prilazi muškarac koji joj otkriva da je bio zaposlen u tvrtki PG&E kako bi uništio dokumente, ali nakon što je primijetio da zaposlenici koji su radili u ribnjacima obolijevaju od zloćudnih bolesti, odlučio je dokumente zadržati za sebe. Jedan od dokumenata je dopis iz 1966. godine koji otkriva korespondenciju između izvršnog direktora iz sjedišta tvrtke PG&E u San Franciscu i zaposlenika tvrtke u Hinkleyju; upravo taj dopis dokazuje da su direktori tvrtke bili upoznati s kontaminiranom vodom i ništa nisu učinili po tom pitanju te da su čak naredili zaposlenicima u Hinkleyju da sve drže u tajnosti od stanovnika. Umjesto da odgađa bilo kakav oblike nagodbe sljedećih nekoliko godina dugotrajnim sudskim procesom, Ed iskorištava priliku kako bi dobio svoju priliku pred sucem (bez porote). Prije toga, Erin mora prikupiti potpise i odobrenja svih 634 tuženika, što i uspijeva.
Sudac nalaže tvrtki PG&E da plati odštetu u iznosu od 333 milijuna dolara koja će biti podijeljena između tuženika. U posljednjoj sceni filma Ed daje Erin bonus ček koji su dogovorili za slučaj, ali joj napominje da je malo promijenio iznos. U svom poznatom stilu ona se započne derati na njega, ali nakon što vidi da je Ed uvećao iznos na dva milijuna dolara, ostaje bez riječi, dirnuta.

## Glumačka postava
- Julia Roberts kao Erin Brockovich
- Albert Finney kao Edward L. Masry
- Aaron Eckhart kao George
- Marg Helgenberger kao Donna Jensen
- Tracey Walter kao Charles Embry
- Peter Coyote kao Kurt Potter
- Cherry Jones kao Pamela Duncan
- Conchata Ferrell kao Brenda
- Erin Brockovich kao Julia R., konobarica
- Veanne Cox kao Theresa Dallavale
- Scotty Leavenworth kao Matthew Brockovich
- Gemmenne de la Peña kao Katie Brockovich
- Gina Gallego kao gđica Sanchez
- T.J. Thyne kao David Foil
- Valente Rodriguez kao Donald

## Produkcija
Prema izjavama Stacey Sher, jedne od producentica filma, u vrijeme kada su pokušali pronaći financijska sredstva za film prava Erin Brockovich je pričala svoju životnu priču neimenovanom izvršnom direktoru filmskog studija koji je usred sastanka zijevnuo. Jedna od izvršnih producentica filma, Carla Shamberg, u tom trenutku je rekla: "Oprostite. Možemo li Vas našom pričom uopće održati budnim?"
Film Erin Brockovich jako je dobro prošao kod testne publike, ali su izvršni direktori Universal studija bili zabrinuti da široka publika neće najbolje reagirati na konstantnu upotrebu prostih riječi glavne junakinje filma.

## Distribucija

### Kino zarada
Film Erin Brockovich u domaća kina u SAD-u krenuo je 17. ožujka 2000. godine u 2848 kino dvorana te u prvom vikendu prikazivanja zaradio 28,1 milijun dolara. U konačnici film će u Sjevernoj Americi zaraditi sveukupno 126,6 milijuna dolara te dodatnih 130,7 milijuna dolara u ostatku svijeta čime ukupna kino zarada filma do danas iznosi 256,3 milijuna dolara.

### Kritike
Većina kritika za film Erin Brockovich bile su pozitivne. Na popularnoj Internet stranici Rotten Tomatoes film ima 83% pozitivnih kritika, a na Metacriticu ima prosječnu ocjenu 73/100. U svojoj kritici za The New York Observer, Andrew Sarris je napisao: "Ovo je film u kojem dobivamo najbolje iz svijeta nezavisne produkcije i mainstream produkcije. Erin Brockovich, kao i Zlatni dečki prije njega, čini 2000. godinu izrazito obećavajućom kad su filmovi u pitanju." David Ansen iz magazina Newsweek svoju je kritiku započeo rečenicom: "Julia Roberts je naprosto savršena u filmu Erin Brockovich". Nadalje je istaknuo: "Roberts je protratila svoj talent na mnoge površne projekte, ali s ovom ulogom uzima jackpot. Erin, samohrana majka troje djece, bivša miss Wichite koja uzburkava zajednicu uzevši u svoje ruke multi-milijunski slučaj protiv korporacije najbogatija je glumačka performansa njezine karijere koja simultano prikazuje njezinu humorističnu, dramaturšku i romantičnu stranu." Peter Travers iz magazina Rolling Stone napisao je: "Roberts pokazuje emotivne gubitke kao Erin dok pokušava istodobno ostati odgovorna za svoju djecu i poslu koji joj po prvi put pruža osjećaj samopoštovanja." Andrew O'Hehir iz magazina Sight and Sound ističe: "Vjerojatno najbolja stvar u ovom opuštajućem, ali u isto vrijeme i vrlo angažirajućem filmu (po mom osobnom mišljenju najboljoj stvari koju su do sada snimili i redatelj i glavna glumica) je da njegov pomalo bajkoviti završetak ne nudi magičnu transformaciju."
Međutim, filmski kritičar Roger Ebert dao je filmu samo dvije zvjezdice: "Očito u filmu postoji priča, ali Erin Brockovich ju ne čini neodoljivom. Filmu nedostaje fokusa i energije, razvoj likova je prelagan i tanak." U svojoj kritici za The New York Times, A.O. Scott je istaknuo: "Nakon što u prvih 40 minuta filma Julia Roberts dokaže kakva genijalna glumica može biti, sljedećih 90 minuta bori se s tim da dokaže koliko je velika kao filmska zvijezda. Kako se film sve više odugovlači, njezina performansa poprima karakteristike moralne taštine i lažnog populizma."

## Nagrade i nominacije
Film Erin Brockovich osvojio je mnogobrojne nagrade. National Board of Review i udruženje filmskih kritičara Los Angelesa proglasilo je Juliju Roberts najboljom glumicom godine. Nacionalno udruženje filmskih kritičara izabralo je Stevena Soderbergha kao najboljeg redatelja za ovaj film kao i za njegov drugi film te godine - Traffic.

### Oscar
Film Erin Brockovich dobio je 5 nominacija za prestižnu filmsku nagradu Oscar, a osvojio je jednu:
- Najbolja glumica - Julia Roberts
- Najbolji film
- Najbolji redatelj - Steven Soderbergh
- Najbolji sporedni glumac - Albert Finney
- Najbolji originalni scenarij - Susannah Grant

### Zlatni globus
Film Erin Brockovich dobio je 4 nominacije za filmsku nagradu Zlatni globus, a osvojio je jednu:
- Najbolja glumica (drama) - Julia Roberts
- Najbolji film (drama)
- Najbolji redatelj - Steven Soderbergh
- Najbolji sporedni glumac - Albert Finney

## Istinitost filma
Premda su općeniti događaji koji su prikazani u filmu poprilično istiniti, postoje sitne razlike između stvarnih događaja i filma kao i nekoliko kontroverznih stvari vezanih za sam slučaj. U jednoj sceni filma Erin Brockovich je prikazana kao da je namjerno upotrijebila svoje grudi kako bi zavela službenika koji joj je potom omogućio pristup dokumentima koji su joj bili potrebni. Brockovich je priznala da su njezine grudi možda mogle imati mali utjecaj na njegovu odluku, ali negirala je da je svjesno pokušala utjecati na njega na taj način. U filmu je Ed Masry portretiran kao osoba koja predstavlja Erin Brockovich u njezinom sudskom slučaju oko prometne nesreće. U stvarnosti njezin odvjetnik bio je Edov partner - Jim Vititoe. Brockovich nikada nije bila miss Wichite; bila je miss pacifičke obale. Prema izjavi stvarne Erin Brockovich, ovaj detalj namjerno je izmijenio redatelj Soderbergh budući je smatrao "simpatičnim" da ljepotica filma bude predstavljena kao miss regije iz koje potječe.

## Vanjske poveznice
- Erin Brockovich u internetskoj bazi filmova IMDb-a
- Erin Brockovich na Box Office Mojo
- Erin Brockovich na Rotten Tomatoes
- Erin Brockovich-Ellis' official site
- Priča iza filma Erin Brockovich s fotografijama i izvorima stvarnog slučaja na temelju kojeg je film snimljen